# Rethem (Aller)
Rethem est une municipalité allemande du land de Basse-Saxe et l'arrondissement de la Lande (Heidekreis).

## Personnalités liées à la ville
- Helmut Reinhardt (1921-2000), homme politique né à Stöcken.